# 劉景先
劉 景先（りゅう けいせん、生年不詳 - 689年）は、唐代の官僚・政治家。もとの名は斉賢。本貫は魏州観城県。

## 経歴
劉祥道の子として生まれた。はじめ侍御史から晋州司馬に出され、高宗はその方正を聞いて、斉賢を礼遇した。ときに将軍の史興宗が高宗に従って園中でいぐるみで狩りをしたとき、晋州に良いハイタカが出現すると言上した。斉賢が晋州の司馬だったことから、史興宗は斉賢に使者を送ってハイタカを捕らえさせようと請願した。高宗が斉賢はどうしてハイタカを求めさせるような人物だろうかといって、取りやめさせた。のちに斉賢は章懐太子李賢の名を避けて、景先と改名した。永淳元年（682年）、景先は黄門侍郎・同中書門下平章事（宰相）となった。弘道元年（683年）、武則天が臨朝称制すると、景先は裴炎に代わって侍中となった。嗣聖元年（684年）、裴炎が獄に下されると、景先は鳳閣侍郎の胡元範とともに裴炎を弁護して、武則天を激怒させた。裴炎が殺害されると、景先は普州刺史に左遷された。着任しないうちに、さらに吉州長史に降格された。永昌元年（689年）、酷吏に陥れられて、獄に繋がれた。自ら縊死し、その家の財産は没収された。建中3年（782年）、太子太保の位を追贈された。

## 伝記資料
- 『旧唐書』巻81 列伝第31
- 『新唐書』巻106 列伝第31